# Luke Mitchell

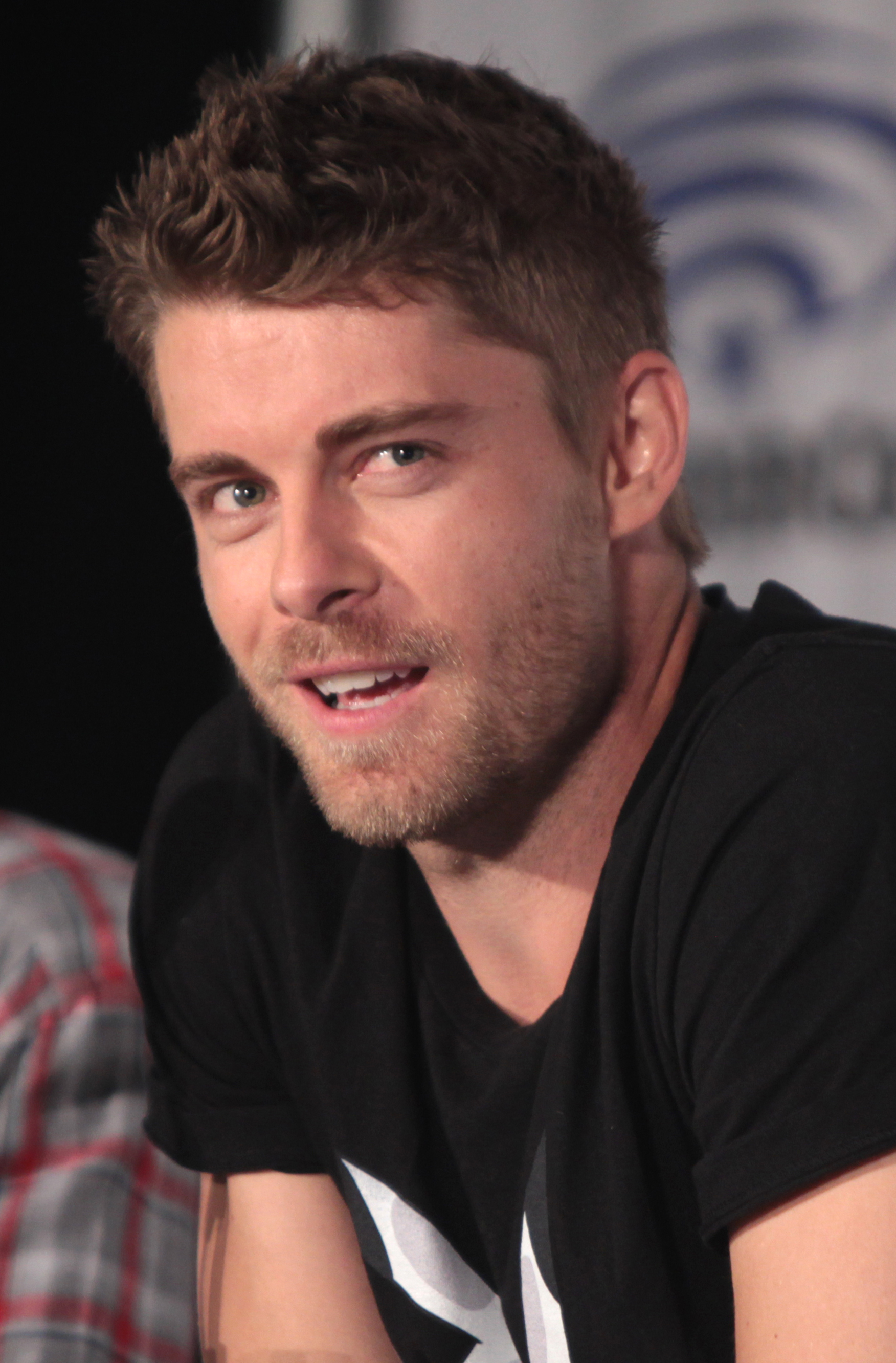
Luke Mitchell auf der WonderCon 2016

Luke David Mitchell (* 17. April 1985 in Gold Coast, Queensland) ist ein australischer Schauspieler. 

## Leben
Seine Karriere begann Mitchell in der australischen Soap Nachbarn. Dort spielte er vom 14. April 2008 bis zum 26. Mai 2008 die Nebenrolle des Chris Knight. Bekannt wurde er durch seine Rolle des jungen Sporttauchers Will Benjamin in der dritten Staffel der Fantasy-Jugendserie H2O - Plötzlich Meerjungfrau. 
Von September 2009 bis April 2013 spielte er den Romeo Smith in Home and Away. Ende Februar 2013 erhielt er neben Robbie Amell eine Hauptrolle als John Young in der The-CW-Fernsehserie The Tomorrow People, die von Oktober 2013 bis Mai 2014 auf dem Sender ausgestrahlt wurde.
Anfang 2015 erhielt er die Nebenrolle des Inhuman Lincoln Campbell in der ABC-Fernsehserie Marvel’s Agents of S.H.I.E.L.D. Mit Beginn der dritten Staffel, die im Herbst 2015 ausgestrahlt wird, wurde er zum Hauptdarsteller befördert. Ende Juni 2015 erscheint der Thriller 7 Minutes mit Mitchell in einer der Hauptrollen. 2019 ist er als Captain John Abraham in der Dramaserie The Code auf CBS zu sehen.
Bei den Dreharbeiten zu Home and Away lernte er seine Freundin Rebecca Breeds kennen. Am 13. Mai 2012 gaben sie ihre Verlobung bekannt und seit Januar 2013 sind sie miteinander verheiratet.

## Filmografie
- 2008: Nachbarn (Neighbours, Fernsehserie, 11 Episoden)
- 2009–2010: H2O – Plötzlich Meerjungfrau (H2O: Just Add Water, Fernsehserie, 26 Episoden)
- 2009–2013: Home and Away (Fernsehserie, 673 Episoden)
- 2010: Cryptopticon
- 2013–2014: The Tomorrow People (Fernsehserie, 22 Episoden)
- 2015: 7 Minutes
- 2015–2016: Marvel’s Agents of S.H.I.E.L.D. (Fernsehserie, 25 Episoden)
- 2016–2020: Blindspot (Fernsehserie)
- 2019: The Code (Fernsehserie)
- 2020: Black Water: Abyss
- 2021: Tom Clancy’s Gnadenlos (Tom Clancy's Without Remorse)
- 2022: Legacies (Fernsehserie, 5 Episoden)
- 2022: Big Sky (Fernsehserie)
- 2023: Eine Prise Portugal (Spielfilm)
- 2024: Chicago Med (Fernsehserie)